# Elliot-kolibri
Az Elliot-kolibri (Atthis ellioti)  a madarak osztályának sarlósfecske-alakúak (Apodiformes)  rendjébe és a kolibrifélék (Trochilidae) családjába tartozó faj.

## Rendszerezése
A fajt Robert Ridgway amerikai ornitológus írta le 1878-ban. Besorolása vitatott egyes szervezetek a Selasphorus nembe sorolják Selasphorus ellioti néven.

## Alfajai
- Atthis ellioti ellioti Ridgway, 1878
- Atthis ellioti selasphoroides Griscom, 1932[1]

## Előfordulása
Mexikó déli részén,  Guatemala, Honduras és Salvador területén honos. A természetes élőhelye szubtrópusi vagy trópusi hegyi esőerdők. Állandó, nem vonuló faj.

## Megjelenése
Testhossza 6,5–7  centiméter, testtömege 2-2,6 gramm.

## Életmódja
Nektárral táplálkozik.

## Természetvédelmi helyzete
Az elterjedési területe nagy, egyedszáma pedig stabil. A Természetvédelmi Világszövetség Vörös listáján nem veszélyeztetett fajként szerepel.

## Külső hivatkozások
- Képek az interneten a fajról
- Internet Bird Collection - videók a fajról
- Xeno-canto.org - a faj hangja és elterjedési területe